# Fonts baptismaux de Plancoët

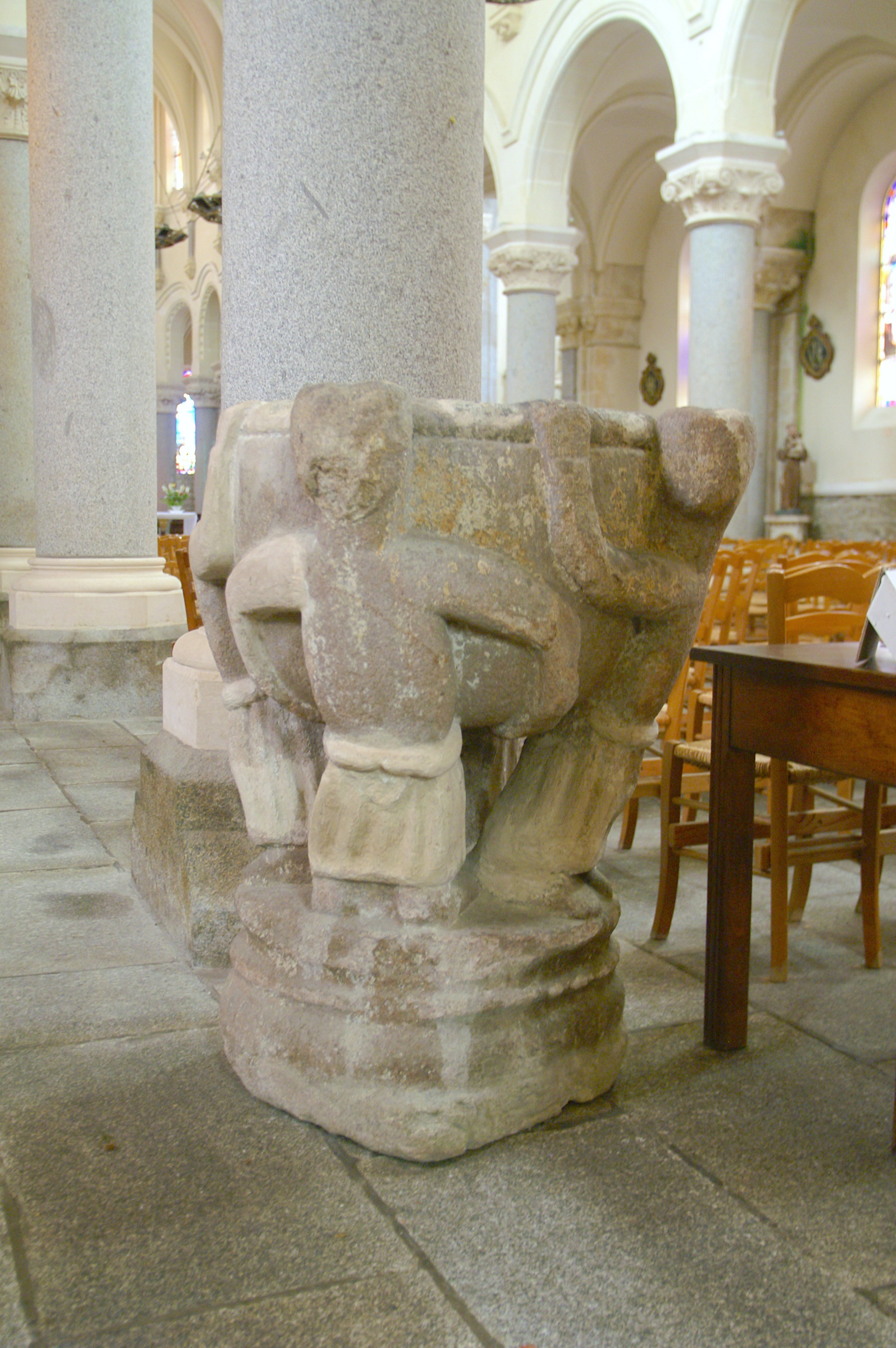
Fonts baptismaux de Plancoët

Les fonts baptismaux de l'église Saint-Sauveur à Plancoët, une commune du département des Côtes-d'Armor dans la région Bretagne en France, datent du XVe siècle. Les fonts baptismaux en granite sont classés monuments historiques au titre d'objet depuis le 29 mars 1977.
Cette cuve baptismale, qui provient de l'ancienne église paroissale, a longtemps servi de vase à fleurs dans la cour du presbytère.
Sur un socle à moulures se tiennent quatre personnages : deux ont les bras levés et les mains posées sur les bords de la vasque, les deux autres la soutiennent par en dessous. 